# 新庄子 (高雄市)
新庄子，原寫為新庄仔，是臺灣高雄市鳳山區的一個傳統地域名稱，位於該區西部略偏北側，其東北側並延伸至本地區中央偏北地帶。相較於今日行政區，其範圍大致包括忠孝里、鎮西里、曹公里三里不含曹公圳北岸地區、新興里西北端、光明里東北端、忠義里、中和里、協和里北部邊界地帶，以及苓雅區的建軍里東北部凸出部分的東南大半部。
本地區境內主要聚落為新庄仔、竹巷、武洛塘，設有鳳山高中、青年國中、曹公國小、中山國小。

## 歷史
台灣日治初期，新庄子地區為一街庄，稱為「新庄仔庄」（舊制街庄），隸屬於大竹里。該庄昔日北與赤山庄、牛潮埔庄為鄰，東與竹仔腳庄為鄰，東南與鳳山街為鄰，南邊為道爺廍庄，西邊為五塊厝庄。
1901年（日治明治三十四年）11月11日，全台廢縣廳改設二十廳，該庄隸屬於鳳山廳。1904年（明治三十七年）5月3日，該庄編入「鳳山區」，隸屬於鳳山廳。1909年（明治四十二年）10月25日，全台合併二十廳為十二廳，鳳山區改隸屬於臺南廳。1920年（大正九年）10月1日，全台地方制度大改正，廢十二廳改設五州二廳，該庄改制並雅化為「新庄子」大字，隸屬於高雄州鳳山郡鳳山街（新制街庄）。
戰後鳳山街改制為鳳山鎮，隸屬於高雄縣，大字亦改制為里。1950年（民國39年）10月1日，高、屏分治，鳳山鎮仍隸屬於高雄縣。1972年（民國61年）7月1日，鳳山鎮升格為鳳山市。2010年（民國99年）12月25日，高雄縣、市合併為直轄高雄市，鳳山市改制為鳳山區。

## 聚落
本地區發展較早的聚落為新庄仔、竹巷、武洛塘，在日治初期的官方地圖上已有記載。

## 交通
台鐵屏東線是高雄至枋寮間的鐵路幹線，以地下鐵路形式經過本地區北部邊界外不遠處，並設有正義車站、鳳山車站。前者屬簡易站，僅停靠區間車；後者屬二等站，停靠大部分自強號、莒光號及全部區間快車、區間車；由此等可前往台鐵沿線各站。
高雄捷運橘線是高雄捷運系統的東西向路線，經過本地區南部邊界地帶，並在境內及東部邊界外緣分別設有鳳山西站、鳳山站。由此等可前往高雄捷運沿線各站。
省道台1戊線是高雄至後庄的幹道，經過本地區的竹巷聚落、新庄子聚落南側。由該道路西行可前往苓雅區、三民區，並止於省道台1線轉角路口；東行可前往鳳山區鳳山市區、大寮區西北部，並止於磚子磘地區後庄聚落西南側的省道台1線轉角路口。
省道台25線又稱「鳳林公路」，是鳳山至林園的幹道，經過本地區東北端的武洛塘聚落。由該道路北行可前往牛潮埔地區，並止於省道台1線路口；南行可前往鳳山區鳳山市區、大寮區、林園區，並止於省道台17線路口。
市道183號是楠梓至五甲的道路，經過本地區東北端的武洛塘聚落。由該道路北行可前往鳥松區、仁武區、楠梓區，並止於楠梓市區的省道台22線路口；南行可前往鳳山區鳳山市區、鳳山區西南部，並止於該區與前鎮區邊界地帶的省道台17線路口。該道路在本地區路段與省道台25線共線。
市道183乙線是鳥松至鳳山的道路，其南側端點（終點）位於本地區西部近邊界地帶的省道台1戊線暨區道高69線起點路口。由此北行可前往三民區東端、鳥松區，並止於崎子腳地區的市道183號路口。
區道高62線是新庄仔至鎮東的道路，其西側端點（起點）位於本地區西部的市道183乙線路口，由此向東會經過本地區的竹港聚落北側、新庄仔聚落、武洛塘聚落。
區道高69線是大華至五甲的道路，其北側端點（起點）位於本地區西部近邊界地帶的省道台1戊線暨市道183乙線終點路口。

## 學校
- 鳳山高中
- 青年國中
- 曹公國小
- 中山國小

## 公務機關
- 高雄市政府警察區鳳山分局忠孝派出所